# Leptogaster canuta
Leptogaster canuta là một loài ruồi trong họ Asilidae. Leptogaster canuta được Martin miêu tả năm 1964. Loài này phân bố ở vùng nhiệt đới châu Phi.